# 스웨덴 교회
스웨덴 교회(스웨덴어: Svenska kyrkan)는 루터교의 종파 중 하나이다.
2000년까지는 스웨덴의 국교로 자리잡고 있었다. 현재 스웨덴 인구 중에서 약 2% 정도만이 정기적으로 교회 예배에 참석하고 있다.

## 역사
스웨덴은 9세기경부터 기독교를 받아드리기 시작하였다. 1000년경 스웨덴 국왕이던 울프 왕이 세례를 받으면서, 공식적인 기독교 국가가 되었다. 스웨덴에 기독교 선교사로 온 최초의 사람은 베네딕투스 수도회 수사이자 함부르크의 초대 대주교인 성 안스가르(801~865)였다. 이어서 영국 선교사들과 독일 선교사들이 스웨덴에서 선교활동을 했으나, 스웨덴은 12세기에 처음으로 기독교 국가가 되었다. 1164년 웁살라에 대주교구가 만들어졌으며 최초의 스웨덴인 대주교가 임명되었다.
1536년 국왕 구스타브 1세 바사가 종교 개혁의 일환으로 스웨덴 교회 창설 운동을 일으킨다  이에 스웨덴은 루터교를 받아들여, 로마 가톨릭 교회와는 결별하게 된다.
그러나 1781년 종교관용령(Edict of Toleration)이 공포된 후로는 다른 종교단체도 허용되었다. 1952년 스웨덴 국민에게 공식적으로 국교회를 탈퇴할 수 있고 어떤 교단에도 가입하지 않을 수 있는 권리를 허용하는 법이 통과되었다. 2000년부터는 국교 제도가 폐지되면서, 기존에 맺었던 스웨덴 정부와의 관계가 깨졌다.
최근에는 동성 결혼 등을 인정하고 있다.

## 교리
스웨덴 교회는 다음의 신조를 받들고 있다.
- 사도신경
- 니케아 신경
- 아타나시우스 신경
- 아우크스부르크 신앙고백
- 루터 소교리문답서

## 같이 보기
- 덴마크 교회
- 아이슬란드 복음루터교회
- 노르웨이 교회
- 핀란드 복음루터교회